# Wilhelm von Diez
Albrecht Christoph Wilhelm von Diez (født 17. januar 1839 i Bayreuth, død 25. februar 1907 i München) var en tysk maler.
Efter kort læretid på akademiet i München uddannede han sig mest på egen hånd. En mængde illustrationer til Friedrich Schillers Geschichte des dreißigjährigen Krieges, arbejder i Fliegende Blätter, Johannes Scherrs Germania etc., bragte ham hurtigt ry. 1870 blev han professor ved Münchens Akademi; dels ved sin lærervirksomhed, dels ved sine små genrebilleder à la Meissonier med en fremherskende grå sølvtone og den sikre og lette penselføring samlede han en talrig elevkreds om sig. Hans arbejder giver ofte interessante, karakteristisk opfattede kulturhistoriske situationer. Han malede også religiøse billeder.